# Oxynitrure de silicium
L'oxynitrure de silicium est une céramique réfractaire de formule chimique SiOxNy. La composition du matériau amorphe peut varier de façon continue entre le dioxyde de silicium SiO2 pur et le nitrure de silicium Si3N4 pur, mais il existe une phase cristalline de formule Si2N2O correspondant à x = 0,5 et y = 1. Cette phase existe dans le milieu naturel sous la forme d'un minéral rare observé dans des météorites, la sinoïte, qui a pu être produite en laboratoire. La structure cristalline de cette phase est constituée de tétraèdres SiN3O en contact avec leurs atomes d'oxygène le long de leur axe c et avec les atomes d'azote formant un axe perpendiculaire à celui-ci. Les liaisons covalentes fortes de cette structure lui confèrent une dureté Vickers de 18,7 GPa, une résistance élevée à la flexion et une bonne résistance à la température et à l'oxydation jusqu'aux environs de 1 600 °C.
Les céramiques en oxynitrure de silicium polycristallin sont obtenues avant tout par nitruration d'un mélange de silicium et de dioxyde de silicium SiO2 à une gamme de températures de 1 420 à 1 500 °C,, au-delà du point de fusion du silicium (1 414 °C) : 
3 Si + SiO2 + 2 N2 ⟶ 2 Si2N2O.
Il peut également se former des oxynitrures de silicium présentant des stœchiométries variables comme produits de pyrolyse de polymères précéramiques comme des polysilanes et des polyéthoxysilsesquiazanes [EtOSi(NH)1,5]n ; les matériaux ainsi obtenus sont par conséquent connus comme des céramiques dérivées de polymères (PDC). On peut obtenir des céramiques d'oxynitrure de silicium denses ou poreuses de formes complexes en utilisant les techniques de mise en forme généralement utilisées avec les polymères et appliquées ici aux polymères précéramiques.
Il est possible de faire croître des couches minces d'oxynitrure de silicium sur du silicium en utilisant diverses techniques de dépôt par plasma et utilisés en microélectronique comme couche isolante alternative au dioxyde de silicium et au nitrure de silicium avec l'avantage de présenter un faible courants de fuite et une bonne stabilité thermique. Ces couches ont une structure amorphe et leur composition chimique peut ainsi largement s'écarter de Si2N2O. En modifiant le rapport azote/oxygène dans ces films, on peut faire varier leur indice de réfraction en continu entre la valeur d'environ 1,45 pour le dioxyde de silicium et environ 2,0 pour le nitrure de silicium. Cette propriété est utile pour les composants optiques à gradient d'indice tels que les lentilles à gradient d'indice et les fibres à gradient d'indice (en). 